# تپه شماره ۳ قشلاق
تپه شماره ۳ قشلاق مربوط به دوران پیش از تاریخ ایران باستان تا دوران‌های تاریخی پس از اسلام است و در شهرستان آبیک، روستای قشلاق واقع شده و این اثر در تاریخ ۱۷ اسفند ۱۳۸۱ با شمارهٔ ثبت ۷۵۶۳ به‌عنوان یکی از آثار ملی ایران به ثبت رسیده است.